# Nemastylis selidandra
Nemastylis selidandra là một loài thực vật có hoa trong họ Diên vĩ. Loài này được Ravenna mô tả khoa học đầu tiên năm 2004.